# Torrecillas de la Tiesa
Torrecillas de la Tiesa é um município da Espanha na província
de Cáceres,
comunidade autónoma da Estremadura, de área 140 km². Em 2021 tinha 1 075 habitantes (densidade: 7,7 hab./km²).

## Demografia
| Variação demográfica do município entre 1991 e 2004 | Variação demográfica do município entre 1991 e 2004 | Variação demográfica do município entre 1991 e 2004 | Variação demográfica do município entre 1991 e 2004 |
| --------------------------------------------------- | --------------------------------------------------- | --------------------------------------------------- | --------------------------------------------------- |
| 1991                                                | 1996                                                | 2001                                                | 2004                                                |
| 1303                                                | 1278                                                | 1190                                                | 1156                                                |